# DIIV
DIIV je americká rocková skupina. Založil ji v roce 2011 v New Yorku kytarista Zachary Cole Smith. V letech 2011 až 2012 kapela vydala tři singly (vydavatelství Captured Tracks) a v červnu 2012 následovalo první studiové album nazvané Oshin. V roce 2014 byla nahrávka stažena z prodeje kvůli právním problémům s obalem, avšak zanedlouho se opět začala prodávat. Druhé album s názvem Is the Is Are následovalo o čtyři roky později. Zachary Cole Smith označil za velký vzor kapely velšského hudebníka a producenta Johna Calea. Prohlásil, že se vždy snaží přemýšlet, co by v dané situaci udělal on.